# Lemniscia michaudi
Lemniscia michaudi es una especie de molusco gasterópodo de la familia Hygromiidae en el orden de los Stylommatophora.

## Distribución geográfica
Es endémica de Madeira.

## Hábitat
Su hábitat natural son campos de gramíneas de clima templado.

## Estado de conservación
Se encuentra amenazada de extinción por la pérdida de su hábitat natural.